# Kirn Law
Der Kirn Law ist ein Hügel der Moorfoot Hills. Er liegt nahe dem Südwestrand der Hügelkette. Seine 412 m hohe Kuppe befindet sich in der schottischen Council Area Scottish Borders. Der Kirn Law erhebt sich rund vier Kilometer östlich von Peebles und sieben Kilometer nordwestlich von Innerleithen. Seine Hänge sind als Teil des Glentress Forests weitgehend bewaldet. Die Schartenhöhe des Kirn Law zu den nördlich angrenzenden Dunslair Heights beträgt 57 Meter. An der Südostseite besitzt der Hügel eine plateauartige Nebenkuppe namens Bught Hill mit einer Höhe von 305 Metern.

## Umgebung
Entlang der Westflanke des Kirn Law verläuft der an den Hängen der Dunslair Heights entspringende Cramb Burn. Entlang der Ostflanke verläuft hingegen der Hope Burn. Beide Bäche ergießen sich in den südlich verlaufenden Tweed. Südlich grenzen der Castle Hill und nördlich die Dunslair Heights an. Clog Knowe und Black Law erheben sich nordöstlich.
Entlang der Hänge des Kirn Law finden sich Spuren früherer Besiedlung. Auf dem Plateau des Bught Hill umschloss einst eine bis zu 2,5 Meter mächtige Mauer ein grob kreisförmiges Areal. Auf der umfriedeten Fläche finden sich die Fundamente zweier, vermutlich hölzerner Rundhütten mit Durchmessern von etwa 7,5 Metern. An den Osthängen nahe dem Hope Burn ist das Fundament einer etwa neun Meter durchmessenden Rundhütte nachgewiesen.